# Чили на зимних Олимпийских играх 2002
Чили принимала участие в Зимних Олимпийских играх 2002 года в Солт-Лейк-Сити (США) в тринадцатый раз за свою историю, но не завоевала ни одной медали.

## Результаты соревнований

### Биатлон
В состав сборной вошли спортсмены Карлос Варас и Клаудия Барренечеа, специалисты Сесар Берриос, Альваро Лейва и Хорхе Нуньес, тренер Соланхе Родригес и доктор Карлос Инфанте.
Мужчины
| Соревнование         | Спортсмен    | Стрельба | Время     | Место |
| -------------------- | ------------ | -------- | --------- | ----- |
| Спринт               | Карлос Варас | 0+0      | 32:48,1   | 86    |
| Индивидуальная гонка | Карлос Варас | 0+1+1+1  | 1:10:32,2 | 86    |

Женщины
| Соревнование         | Спортсменка        | Стрельба | Время     | Место |
| -------------------- | ------------------ | -------- | --------- | ----- |
| Спринт               | Клаудия Барренечеа | 3+2      | 30:15,1   | 74    |
| Индивидуальная гонка | Клаудия Барренечеа | 1+1+1+0  | 1:02:30,0 | 67    |

### Горнолыжный спорт
Мужчины
| Соревнование      | Спортсмены    | Скоростной спуск/ 1 спуск | Скоростной спуск/ 1 спуск | Слалом/ 2 спуск | Слалом/ 2 спуск | Всего   | Место |
| Соревнование      | Спортсмены    | Время                     | Место                     | Время           | Место           | Всего   | Место |
| ----------------- | ------------- | ------------------------- | ------------------------- | --------------- | --------------- | ------- | ----- |
| Скоростной спуск  | Мауи Гайме    | Не проводится             | Не проводится             | Не проводится   | Не проводится   | 1:47,63 | 48    |
| Скоростной спуск  | Микаэль Гайме | Не проводится             | Не проводится             | Не проводится   | Не проводится   | 1:48,37 | 50    |
| Супергигант       | Дункан Гроб   | Не проводится             | Не проводится             | Не проводится   | Не проводится   | 1:30,35 | 32    |
| Супергигант       | Мауи Гайме    | Не проводится             | Не проводится             | Не проводится   | Не проводится   | DNF     | DNF   |
| Супергигант       | Микаэль Гайме | Не проводится             | Не проводится             | Не проводится   | Не проводится   | DNF     | DNF   |
| Гигантский слалом | Мауи Гайме    | 1:19,76                   | 62                        | 1:17,58         | 45              | 2:37,34 | 49    |

Женщины
| Соревнование | Спортсменка        | Скоростной спуск/ 1 спуск | Скоростной спуск/ 1 спуск | Слалом/ 2 спуск | Слалом/ 2 спуск | Всего | Место |
| Соревнование | Спортсменка        | Время                     | Место                     | Время           | Место           | Всего | Место |
| ------------ | ------------------ | ------------------------- | ------------------------- | --------------- | --------------- | ----- | ----- |
| Супергигант  | Анита Ираррасабаль | Не проводится             | Не проводится             | Не проводится   | Не проводится   | DNF   | DNF   |